# Grabmal

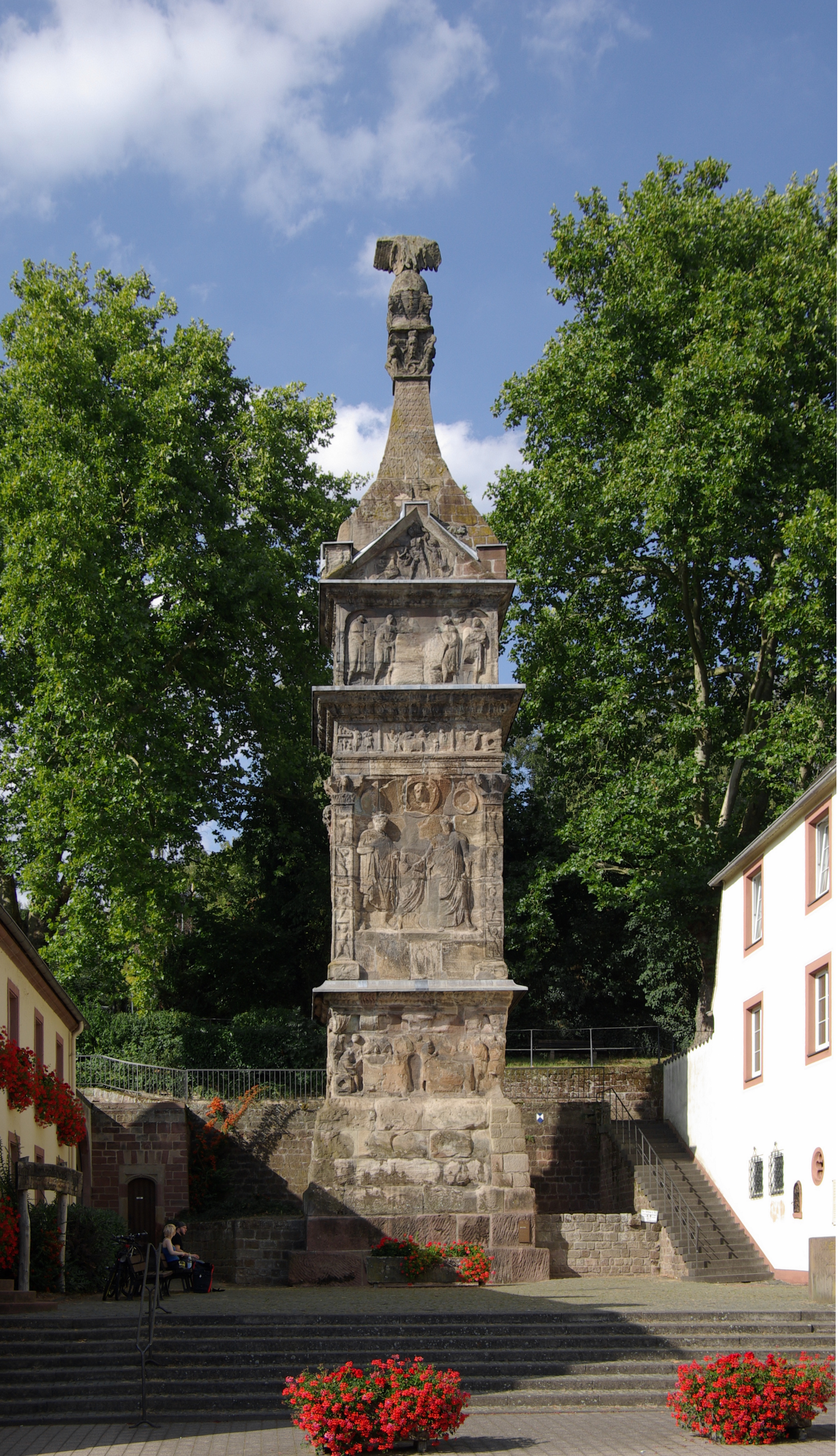
Igeler Säule, Grabmal einer römischen Familie

Ein Grabmal (mhd. meil „Zeichen“) ist ein Gedenk- und Erinnerungsmal an der Grabstätte eines Toten. Die häufigsten Formen sind Grabsteine, Grabplatten und Grabkreuze. Ein architektonisch gestaltetes Grabmal kann Bestandteil eines Grabes oder eines Grabbaus sein. Grabmale im weiteren Sinne sind Grabhügel, Grabkapellen, Grabhäuser und Grabkammern.

## Geschichte

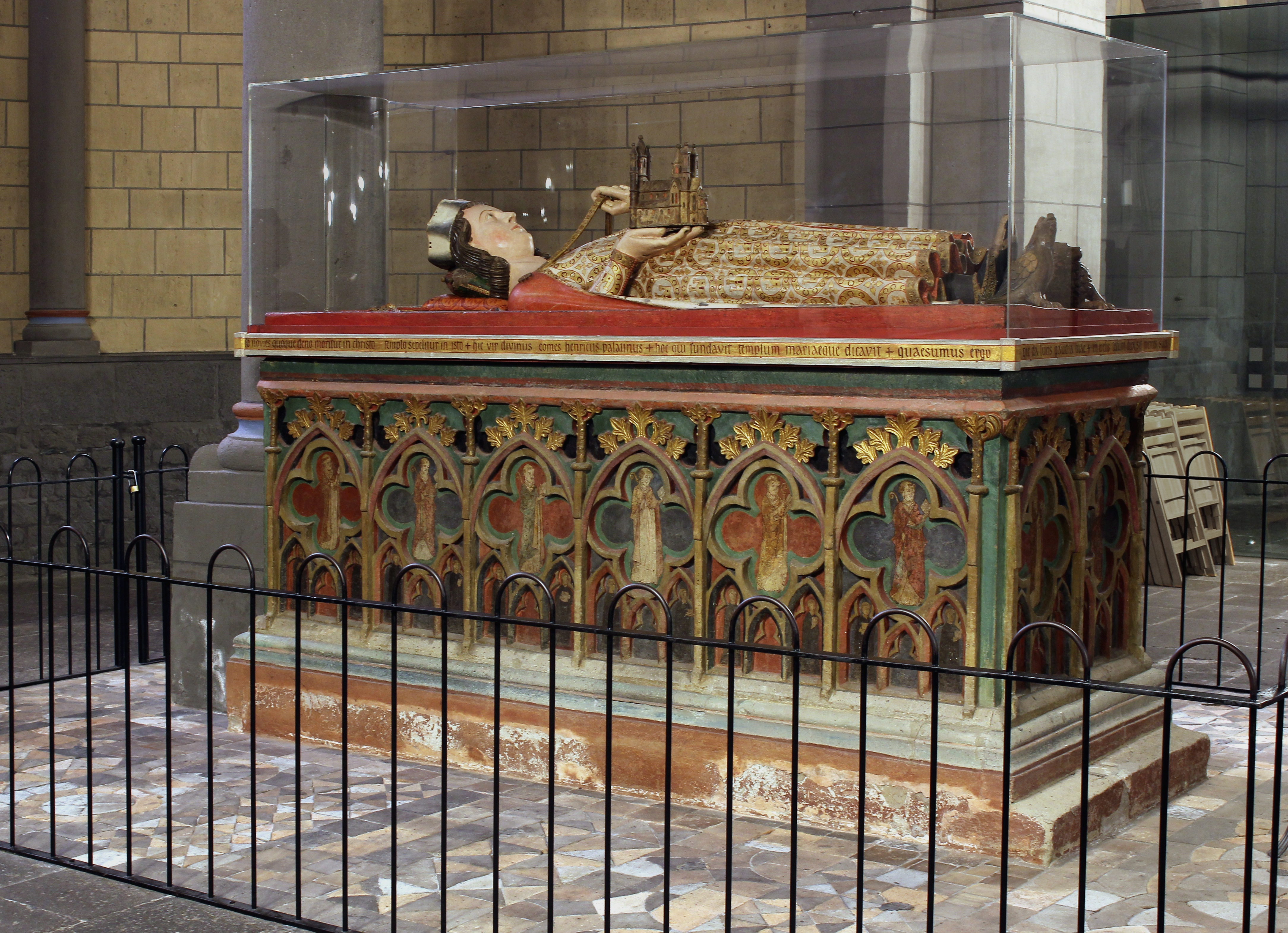
Stiftergrab in Abtei Maria Laach Maria Laach, um 1280

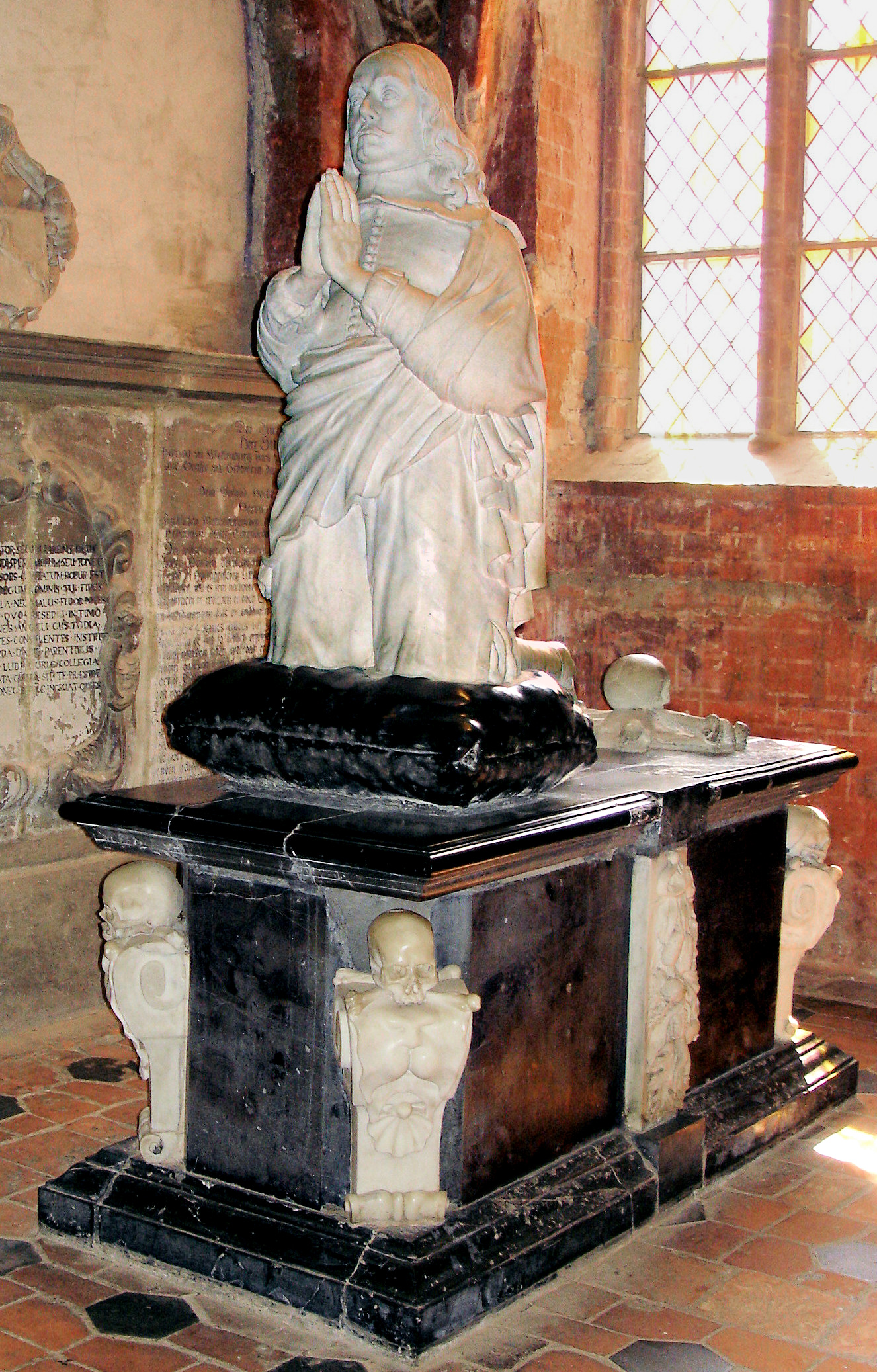
Grabmal für Günther von Passow im Güstrower Dom von Charles Philippe Dieussart (ca. 1659)

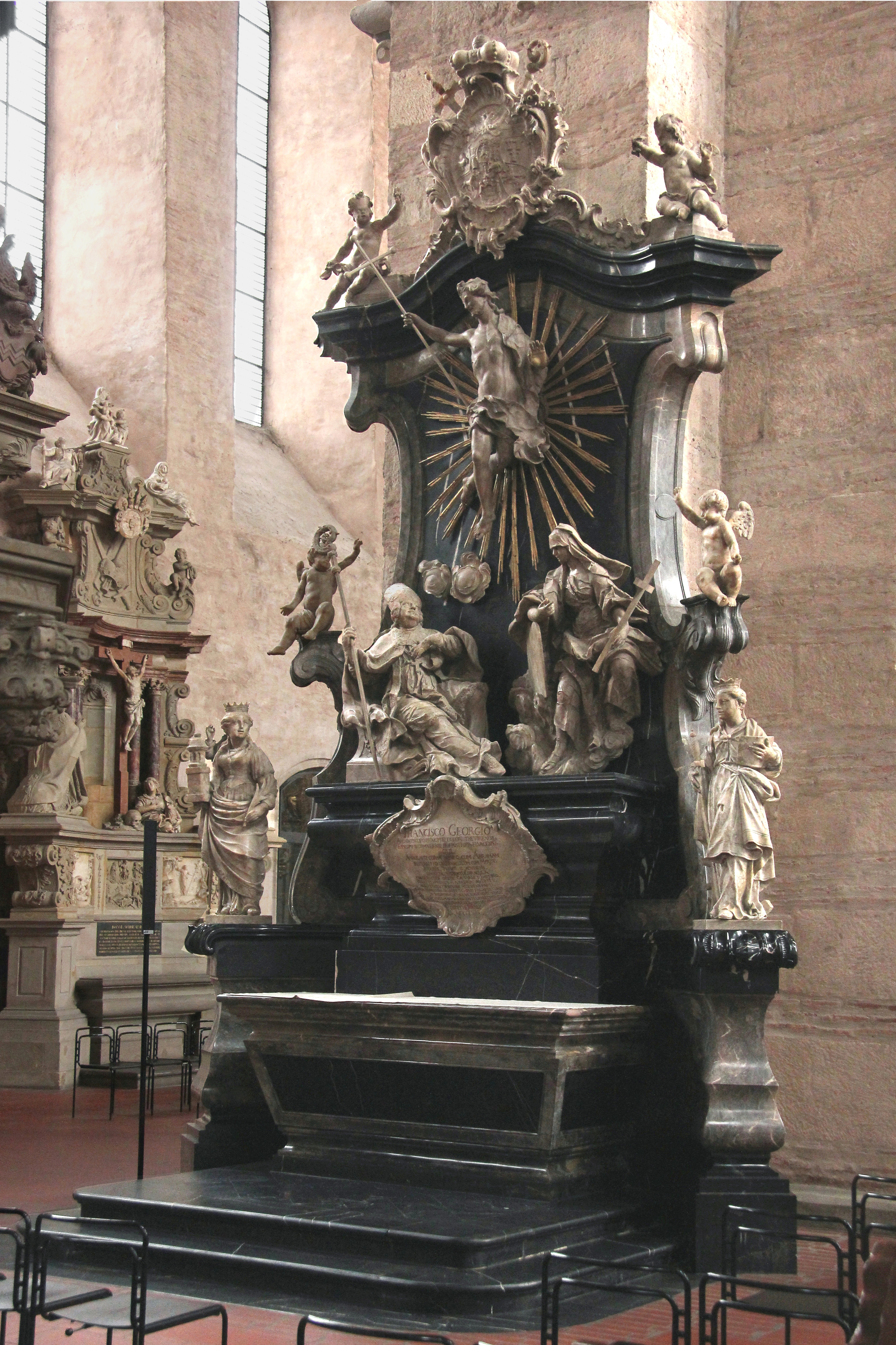
Grabaltar des Kurfürsten Franz Georg von Schönborn im Dom zu Trier, 1757–59

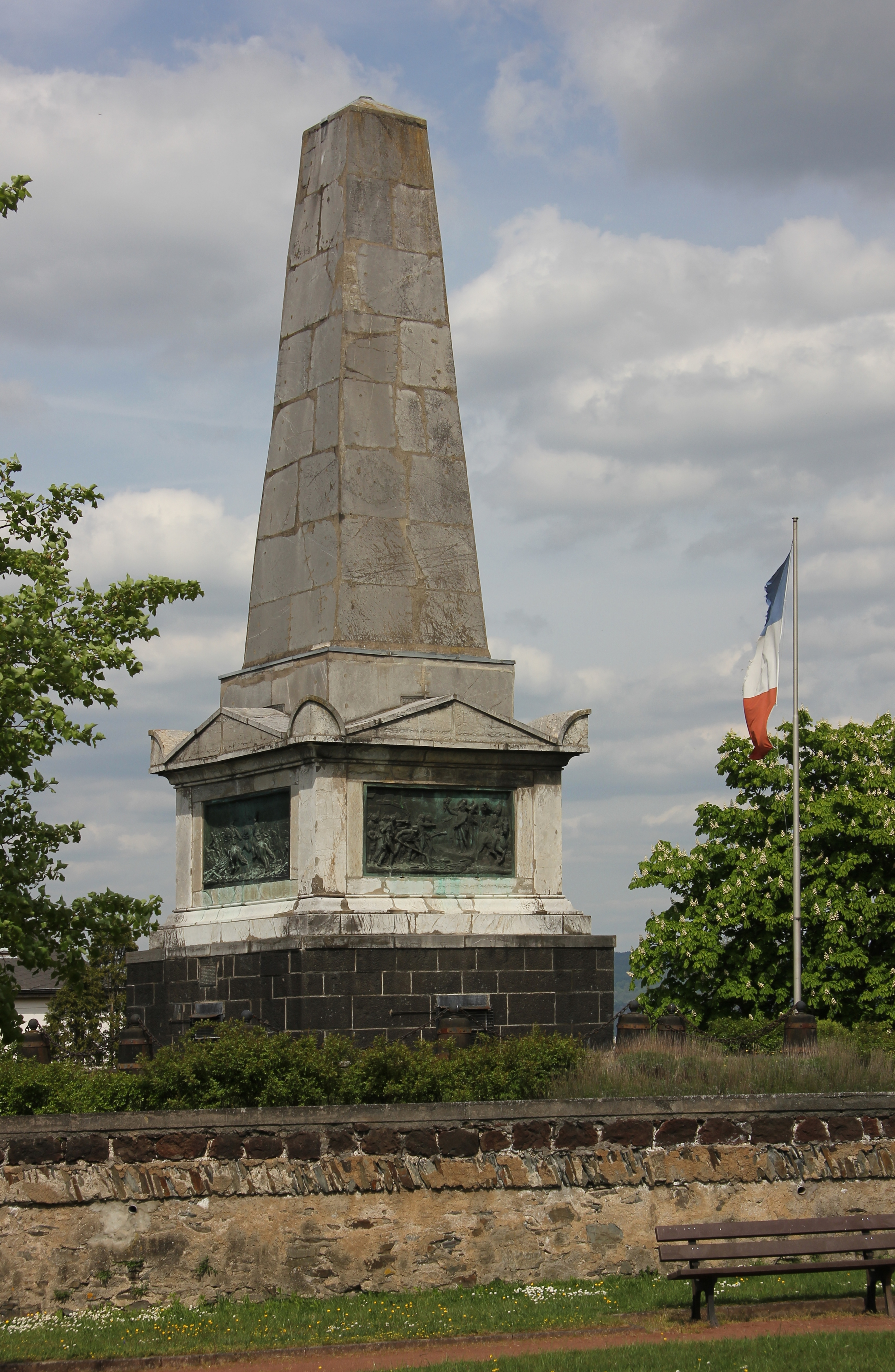
Monument General Hoche, 1797/98

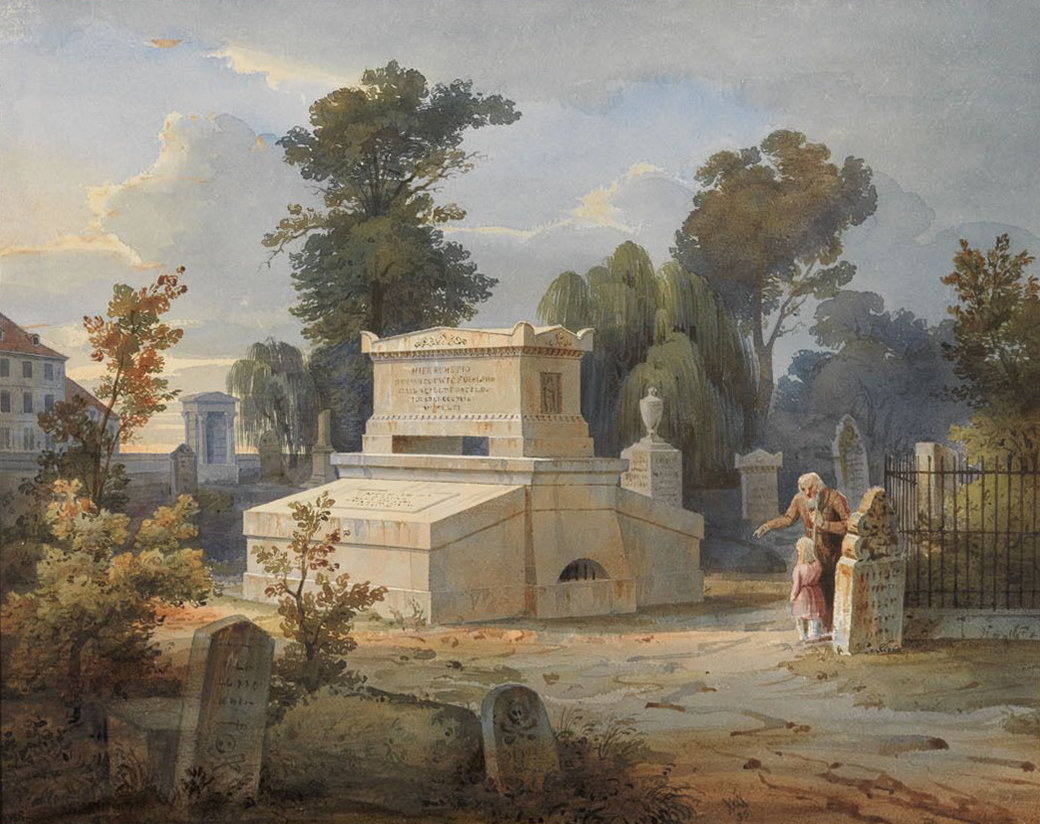
Klassizistisch-romantische Grabarchitektur: Das Grab des Lederfabrikanten Söhlmann auf dem St. Nicolai-Kirchhof in Hannover, Rudolf Wiegmann, 1835

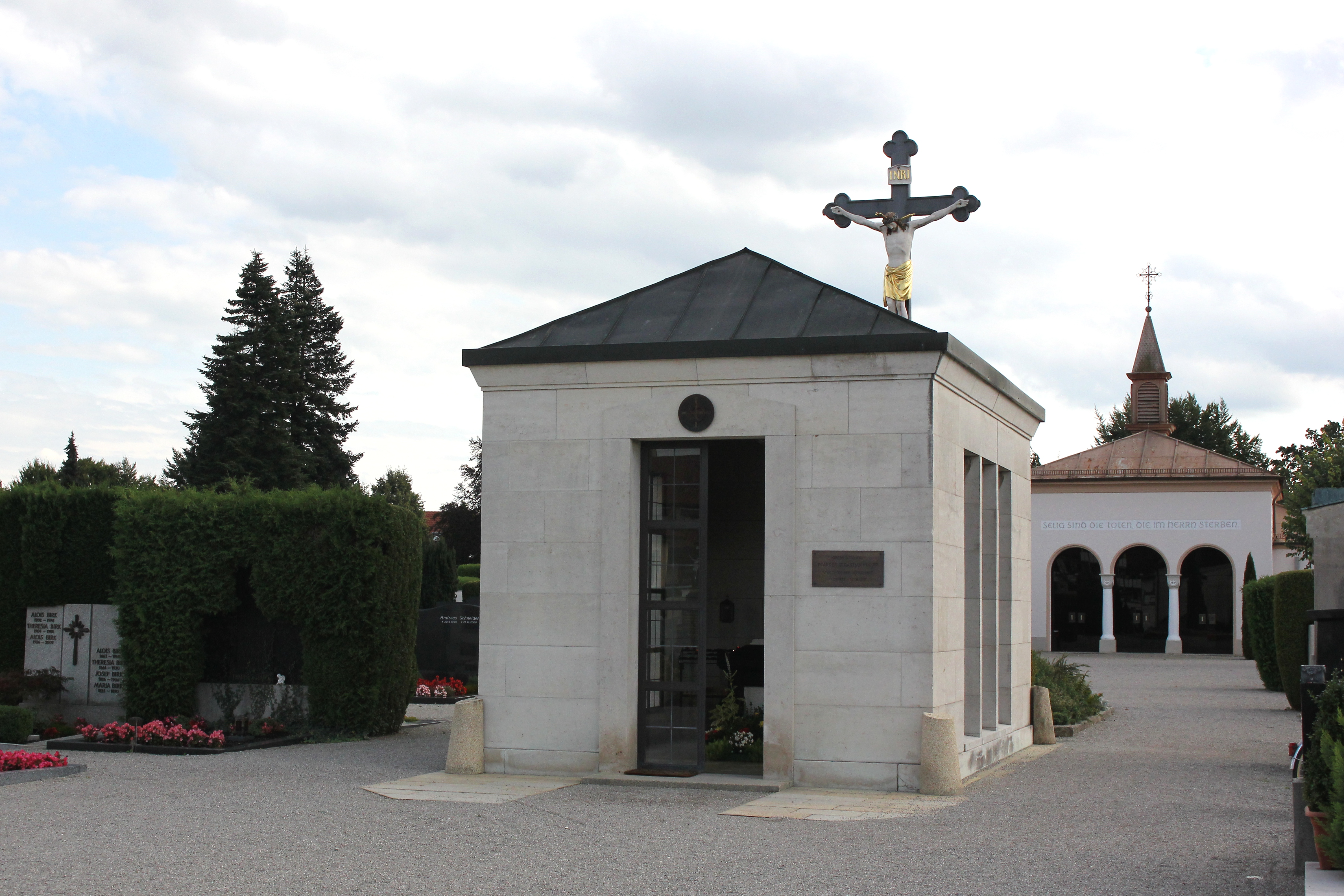
Kneipp-Mausoleum in Bad Wörishofen, 1937

### Vor- und Frühgeschichte
Der Brauch, Grabmale zu errichten, lässt sich in Europa erst für die Jungsteinzeit (nach 6000 v. Chr.) mit Sicherheit belegen. Der Menhir, ein aufrecht stehender unbehauener hoher Stein von kultischer Bedeutung, wurde auch auf oder neben Gräbern errichtet. Sie stehen in England, Frankreich und Deutschland, vereinzelt auch als Lochstein. Figurenmenhire, Steinplatten mit Relieffiguren in Menschengestalt gibt es in Südfrankreich und auf Korsika. Die einfachste Form der Megalithgräber (gr. „Großsteingräber“) ist der Dolmen, ein vorgeschichtlicher Grabbau unter einem mächtigen Deckstein, der früher von einem Erdhügel überwölbt war.
In Ägypten ist seit Beginn des Alten Reiches (ca. 2800 v. Chr.) die Pyramide die Form des Königsgrabmals und die Mastaba das Grabmal für hohe Beamte. In der Vorgeschichte des Mittelmeerraums ist das Kuppelgrab als Form des Fürstengrabes weit verbreitet. Seit dem späten 16. Jahrhundert v. Chr. in der mykenischen Kultur entwickelt, stehen diese von Spanien im Westen bis nach Kleinasien. Der schönste und am besten erhaltene Vertreter dieses Typs ist das als Schatzhaus des Atreus bekannte Grabmal in Mykene. Neben den in einen Hang hineingebauten Kuppelgräbern mit einer steinernen Kuppel über einem kreisförmigen Grundriss gibt es die Kammergräber. Diese in den Felsen gehauenen oder in der Erde aufgemauerten Grabmale kommen in zahlreichen Formen vor; die tief eingegrabenen heißen Schachtgräber.

### Antike
Bis in die Zeit des Hellenismus (4.–1. Jahrhundert v. Chr.) kennt die griechische Kultur kein architektonisch gestaltetes Grabmal. Die Grabstätte wurde durch eine Statue auf einem Sockel markiert oder durch eine Grabstele, eine aufgestellte Platte aus Stein mit dem als Relief gestalteten Bildnis des Toten im Kreis seiner Familie. Diese zum Teil künstlerisch wertvollen Grabmale werden im 4. Jahrhundert v. Chr. als Gräberluxus verboten und durch marmorne Grabvasen (Amphore) ersetzt, schlanke kannenförmige Gefäße, die manchmal mit Darstellungen des Grabkultes verziert sind. Erst unter römischer Herrschaft (nach 146 v. Chr.) tauchen in Griechenland wieder größere Grabreliefs auf.
Im 6. Jahrhundert v. Chr. hat sich in Kleinasien eine Form des Turmgrabes entwickelt, eine mit Reliefs versehene Grabkammer auf einem hohen Steinpfeiler (Harpyengrabmal bei Xanthos in Lykien). Später ist ein hochgelegter Sarkophag von einer reliefgeschmückten steinernen Umfriedung umgeben (Gjölbaschi in Lykien). Aus der Vereinigung dieser beiden Typen entstand der Grabtempel auf einem hohen Sockel mit Reliefschmuck (Nereidenmonument von Xanthos). Diesem neuen Typ gehörte das Grabmal des Königs Mausolos von Karien († 353 v. Chr.) an, das Mausoleion oder Mausoleum, das allen späteren monumentalen Grabmalen den Namen gab. Die Formen des Turmgrabes und des Grabtempels haben sich im römisch beherrschten Mittelmeergebiet verbreitet; die Grabmale an der Via Appia bei Rom und das Grabmal des Theoderich in Ravenna sind Beispiele dafür. Es gibt Monumente, denen das alte Rundgrab Vorbild war, beispielsweise das Augustusmausoleum und die als Grabmal für Kaiser Hadrian († 138 n. Chr.) begonnene Engelsburg in Rom. Der Grabstein war im Alten Rom ein Grabdenkmal für den Soldaten, der in der Ferne ums Leben gekommen war. Die Steinplatte mit dem Brustbild des Verstorbenen im Relief ist meist in der Nische eines Grabbaus angebracht. Gelegentlich wird neben alten mythologischen Themen auch das Leben des Toten in einem Relieffries geschildert (Igeler Säule). Zum anderen wurde im Kenotaph seit römischen Zeiten im Gegensatz zum Grab ausschließlich die Erinnerung wachgehalten; er enthält keine sterblichen Überreste.
Bei den Etruskern und in frühchristlicher Zeit werden Tote in Katakomben bestattet. In die Wände der unterirdischen Gänge sind neben- und übereinander rechteckige Grabnischen in den Fels gehauen. Durch eine Steinplatte mit dem Namen des Verstorbenen wurden sie verschlossen. Der Sarkophag, ein meist kunstvoll verzierter Sarg, war bei fast allen Völkern des Altertums in Gebrauch. Der Typus des reliefgeschmückten Sarkophags der Etrusker wird von den Römern übernommen und variiert. Dem heidnisch-römischen Sarkophag fügen die frühen Christen ihre Symbole hinzu und bald auch neue Motive.

### Mittelalter
Im Mittelalter ist die Kirche der Ort für das künstlerisch gestaltete Grabmal. Ursprünglich gab es nur das Märtyrergrab in der Krypta, dann wurden auch hohe Geistliche, Gründer und Stifter beigesetzt. Es folgten die Gräber im Chor und in anderen Bereichen der Kirche. Grabplatten bilden die älteste und zahlenmäßig größte Gruppe der Grabmale. Aus Stein oder Bronze gefertigt, bedecken sie das Grab des Verstorbenen. Die Inschrift überliefert seinen Namen und den Todestag, die Wappen bezeugen seine Herkunft. Bei der Tumba ist die Grabplatte nicht in den Boden eingelassen, sondern sie liegt über dem Grab auf einem rechteckigen Unterbau aus Stein. Später hat die Tumba einen sarkophagartigen Aufbau und ist häufig von einem Baldachin überdeckt. In Deutschland wird seit dem 11. Jahrhundert vereinzelt, dann in zunehmender Zahl, auf der Grabplatte die Gestalt des Toten dargestellt. Das Grabmal gewann an künstlerischer Bedeutung. Die Bronzegrabplatte Rudolfs von Schwaben († 1080) im Merseburger Dom ist das früheste erhaltene Beispiel. Für die zunehmende Körperlichkeit und Natürlichkeit der Figuren ist das Doppelgrabmal Heinrichs des Löwen und seiner Gemahlin im Braunschweiger Dom (1230–1240) ein herausragendes Zeugnis.
In Frankreich entwickelte sich die Grabmalkunst erst seit dem 13. Jahrhundert. Im Chor der Kathedrale von Saint-Denis, in dem seitdem die französischen Könige beigesetzt wurden, wird die Entwicklung deutlich. Auch in England hat die Grabfigur einen großen Anteil an der überlieferten mittelalterlichen Skulptur. In Italien wird seit dem späten 13. Jahrhundert das Grabmal immer aufwändiger gestaltet, und der Gedanke an Ruhm und Ehre des Verstorbenen gewinnt an Bedeutung (Skaligergräber in Verona). Im 14. Jahrhundert ist die Figur des Verstorbenen vollplastisch ausgebildet (Przemyslidengräber im Veitsdom in Prag).
Die Tumba bekommt im 14. Jahrhundert ein neues Gesicht: Klagende Gestalten (Pleurants) erscheinen auf ihren Wänden im Relief. Später umschreiten sie vollplastisch gestaltet die Tumba, oder sie tragen die Platte mit der Liegefigur des Toten (Claus Sluter, Grabmal Philipps des Kühnen in Dijon). In Deutschland kommt gegen Ende des Jahrhunderts ein anderer Typ des Grabmals auf, das Epitaph als Grabdenkmal. Das in Italien und Frankreich verbreitete Wandgrabmal bekommt in der zweiten Hälfte des 15. Jahrhunderts den Charakter eines weltlichen Denkmals (Santa Croce und San Miniato al Monte in Florenz). In Deutschland ist hierfür das Grabmal Herzog Wilhelms von Jülich-Kleve-Berg ein Beispiel.
Grabmale gehörten in dieser Zeit nicht zu den Gedenkmöglichkeiten breiter Bevölkerungskreise. Sie waren im Mittelalter bis zur Frühen Neuzeit der kirchlichen und der weltlichen Oberschicht vorbehalten. Mit dem Höhepunkt im 16. Jahrhundert fand sich der Totenschild des Verstorbenen mit Wappen und Inschrift als Gedenktafel in einer Kirche oder Kapelle, ohne dass der Leichnam an diesem Ort lag.

### Neuzeit
Seit dem ausgehenden 16. Jahrhundert wird auf Grabmalen die Vergänglichkeit alles Irdischen betont; der Tod wird als Knochenmann bildnerisch dargestellt. Der Gedanke an die Schrecken des Todes bestimmt neben dem Bemühen um Repräsentation auch noch die Barockzeit. Das ändert sich im späten 18. Jahrhundert. Seither werden die Empfindungen der trauernden Hinterbliebenen in allegorischen Szenen und in der Inschrift zum Ausdruck gebracht, und der Knochenmann wird vom sanften Engel abgelöst, der sich um die Seele des Verstorbenen kümmert. Seit dem Ende des 18. Jahrhunderts wurden künstlerisch gestaltete Grabmale in den Kirchen des Nordens nur noch selten errichtet; auch Adelige und Geistliche wurden meist auf dem Friedhof begraben.
Grabmale unterliegen den Einflüssen wie die weltliche Architektur, die Entwürfe bei der Grabmalgestaltung folgen dem Klassizismus und den Strömungen der Romantik. Säulen, Pyramiden, Stelen und Cippi mit Schmuckobjekten werden zum zeitgenössischen Grabmal. Der oft individuelle künstlerische Entwurf weicht vielfältigen Typengrabmalen aus Katalogen industrieller Fertigung. Trotzdem werden aus Repräsentationsmotiven der Grabeigentümer bis nach 1900 aufwändige Grabanlagen errichtet. Erst die Reformbewegungen zum Beginn des 20. Jahrhunderts verursachen Veränderungen in der Grabmalgestaltung, die zuvor die familiäre Repräsentation in den Mittelpunkt stellte. Eine besondere Rolle bringt die Einführung der Feuerbestattung mit Urnengrabmalen und Kolumbarien. In den 1920er Jahren entsteht eine neue Form der Urnenbestattung, bei der Reihenmauerstellen geplant und errichtet wurden. Das sind niedrige Mauern mit einer beschrifteten Tafel, vor der die Urne beigesetzt wird. Ein besonderes Beispiel dieser Art weist der Städtische Urnenhain in Dresden-Tolkewitz durch Paul Wolfs Erweiterungsplanungen auf, von denen nur noch Teile erhalten blieben.
In der zweiten Hälfte des 20. Jahrhunderts gewinnt das Reihengrab mit gleichförmigen Grabmalen an Bedeutung. Jüngste Entwicklungen sind halbanonyme Gemeinschaftsgrabanlagen, wobei das Grabmal für eine Gruppe von Bestatteten verwendet und mit deren Namen versehen ist. In der Sepulkralkultur des beginnenden 21. Jahrhunderts bestehen zwei Entwicklungen, einerseits Designergrabmale mit expressiven Lösungen und andererseits der völlige Verzicht auf individuelle Gedenkzeichen. Eine spezielle Form neuzeitlicher Grabmalgestaltungen ergibt sich mitunter aus Grabpatenschaften, bei denen eine bestehende, nicht mehr belegte Grabanlage neu vergeben wird und im Einzelfall behutsam verändert werden kann.